# Biritualismus
Biritualismus oder Biritualität (von lateinisch bi ‚zwei, doppelt‘ und ritus ‚Ritus, heiliger Brauch‘) ist die Verwendung mehrerer liturgischer Riten in einer Partikularkirche, in einem Kloster oder durch einzelne Priester der römisch-katholischen Kirche. In der Regel ist jede Partikularkirche, jede Gemeinschaft und jeder Gläubige Teil einer Rituskirche und feiert die Liturgie im entsprechenden Ritus. Für die Verwendung anderer Riten ist eine besondere Erlaubnis erforderlich. Die Zugehörigkeit zu der jeweiligen eigenen Kirche bleibt dabei unberührt.
Im Bistum Lugano beispielsweise wird die Liturgie nach dem römischen und dem ambrosianischen Ritus gefeiert, in den Abteien Chevetogne und Niederaltaich nach dem römischen und dem byzantinischen. Die Monastische Familie von Betlehem, der Aufnahme Mariens in den Himmel und des heiligen Bruno feiert die heilige Messe im römischen, das Stundengebet jedoch im byzantinischen Ritus.
Für Priester der lateinischen Kirche ist zur Feier nach einem ostkirchlichen Ritus die Erlaubnis des Dikasteriums für die orientalischen Kirchen in Rom erforderlich. Griechisch-katholische Geistliche und Angehörige der anderen sogenannten katholischen Ostkirchen müssen die analoge Erlaubnis bei ihrem Bischof beantragen.